# Оборона Катовице
Оборо́на Катови́це (3 — 4 сентября 1939; пол. Obrona Katowic) ― оборона польскими войсками города Катовице от немецкой армии в ходе вторжения в Польшу. 

## Предыстория
До начала обороны, Катовице находился недалеко от границы Нацистской Германии и Республики Польша.
Учитывая растущую германо-польскую напряжённость, местные польские активисты, в основном молодёжь и бывшие силезские повстанцы, стали для мальчиков и девочек организовывать отряды самообороны к концу августа 1939 года.

## Оборона
3 сентября 1939 года немецкие войска появились в окрестностях города.
4 сентября немцам пришлось сражаться с польскими отрядами самообороны, которые, возможно, отказались эвакуироваться, либо не знали о приказах, которые давало командование польской армии.
Того же 4 сентября солдаты Нацистской Германии сообщили о ряде инцидентов, в результате которых погибло 15 чел. со стороны Германии. Наиболее заметные инциденты касались обороны дома Силезских повстанцев, а также польских девочек и мальчиков, стрелявших в немецких солдат с парашютной вышки.
Утром 4 сентября немецкие войска полностью установили контроль над городом на несколько часов.

## Последствия
После обороны немцы казнили свыше 80 пленных, а именно людей, которые были одеты как повстанцы или разведчики, однако общее число потерь среди поляков оценивается примерно в 150 чел.